# Asienkrise
Mit Asienkrise wird die Finanz-, Währungs- und Wirtschaftskrise Ost- und Südostasiens der Jahre 1997 und 1998 bezeichnet. Sie begann im März 1997 in Thailand und griff auf mehrere asiatische Staaten über, insbesondere auf viele der so genannten Tiger- und Pantherstaaten.
Die am stärksten betroffenen Länder waren Indonesien, Südkorea und Thailand. Auch in Malaysia, den Philippinen und Singapur machte sich die Krise bemerkbar, während die Volksrepublik China und die Republik China (Taiwan) größtenteils unberührt blieben. Die Asienkrise war Auslöser der Wirtschaftskrise in Russland (Russlandkrise) 1998/1999. Die gleichzeitige Wirtschaftskrise in Japan (Japankrise) hatte ihre eigenen Ursachen, wurde aber durch die Asienkrise verstärkt.

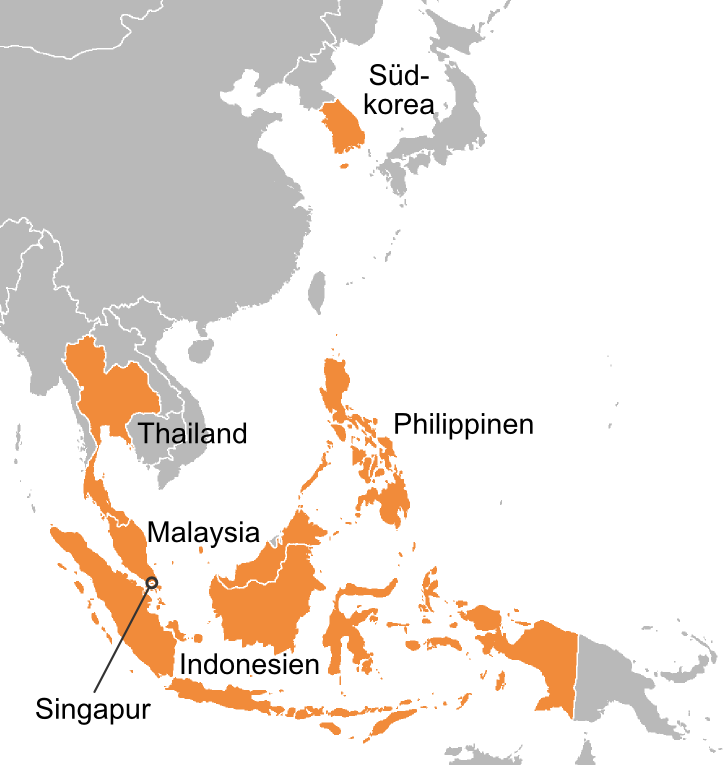
Von der Asienkrise besonders betroffene Staaten

## Entstehung und Ursachen der Krise
Als Ursachen oder begünstigende Faktoren für die Asienkrise werden rückblickend einige wirtschaftliche und wirtschaftspolitische Fehlentwicklungen vermutet, z. B. übermäßige Investitionen und Handelsbilanzdefizite, exzessive Kreditaufnahme – auch in Fremdwährung – und institutionelle Defizite in regionalen Finanzmärkten. Einige Erklärungsansätze behaupteten eine selbstverschuldete Krise im Zusammenspiel mit einem Versagen internationaler Finanzmärkte; andere rückten den Internationalen Währungsfonds (IWF) ins Zentrum der Kritik.

### Kreditblase

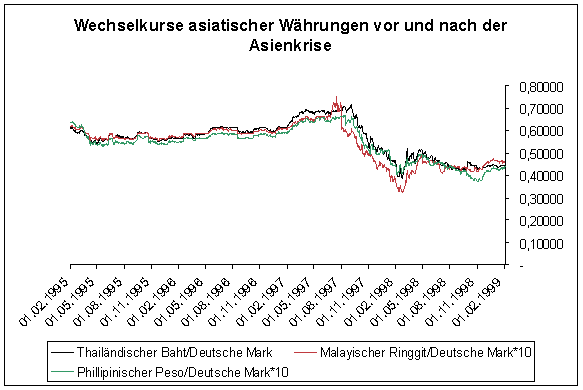
Wechselkurse zur Deutschen Mark ausgewählter asiatischer Währungen in den Jahren 1995 bis 1999

Infolge der Liberalisierung der Finanzsektoren asiatischer Staaten entstand in den 1990er Jahren ein Kreditboom in Asien. Das Wachstum des Kreditvolumens lag in dieser Zeit im Durchschnitt bei 8 bis 10 Prozent über den Wachstumsraten des BIP. Es entstanden nicht nur industrielle Überkapazitäten wie in Südkorea, sondern ein immer größerer Teil der Kredite wurde zum Kauf von Aktien und Immobilien eingesetzt. Folgen waren ein Anstieg der Aktienmärkte und ein starkes Ansteigen der Immobilienpreise um das bis zu Vierfache. Mit den steigenden Immobilien- und Aktienpreisen glaubten die asiatischen Banken gute Sicherheiten zu haben, was weitere Kreditvergaben begünstigte. Dieses Kapital floss wiederum in Aktien und Immobilien. Durch die daraus resultierenden Preissteigerungen entstand in einigen Bereichen eine spekulative Blase.
Dieser „Teufelskreis“ aus Kreditvergabe und gestiegenem Wert der Sicherheiten hatte eine stark einseitige Ausrichtung der Kreditvergabe zur Folge. Ende 1997 lag der Anteil der durch Immobilien besicherten Kredite in Thailand, Indonesien und Malaysia zwischen 25 und 40 Prozent. Dies machte die Banken gegenüber Preisrückgängen am Aktien- und Immobilienmarkt verwundbar.

### Fehlende Fremdwährungsabsicherung
Weitere Probleme resultierten aus unterschiedlichen Laufzeiten und Fremdwährungen der aufgenommenen und vergebenen Kredite. Da die Banken von der günstigen Zinssituation auf den internationalen Finanzmärkten profitieren wollten, erfolgte die Verschuldung vielfach in US-Dollar oder Yen (Japan) mit kurzen Laufzeiten. Die Kreditvergabe an inländische Kreditnehmer erfolgte meist langfristig und in inländischer Währung. Banken finanzierten Teile der langfristigen Kredite mit Hilfe von kurzfristig aufgenommenem Geld ("Fristentransformation"). So kam es zu gravierenden Unterschieden bei Laufzeit und Währung zwischen den aufgenommenen und vergebenen Krediten.
Die Banken vertrauten damals auf die Stabilität ihrer jeweiligen heimischen Währung und an deren enge Koppelung an den US-Dollar oder den Yen. Durch die staatlich (vermeintlich) abgesicherten Wechselkurse schien das Wechselkursrisiko für die Aufnahme ausländischer Gelder vernachlässigbar und Devisenkredite waren aufgrund geringer Risikoprämien vergleichsmäßig günstig.
Die kreditgebenden Banken sahen entweder keine Notwendigkeit, die Verbindlichkeiten in Yen oder Dollar gegen Wechselkursänderungen abzusichern, oder sie tätigten zwecks höherer Gewinne keine Risikoabsicherung mittels Devisentermingeschäften.
Durch dieses Vorgehen profitierten sie von der Schwäche des US-Dollars gegenüber dem Yen zwischen 1985 und 1995. Bis 1995 war diese Strategie sehr erfolgreich. Die südostasiatischen Staaten waren konkurrenzfähig und konnten ein stark exportgetriebenes Wachstum verzeichnen. Als der Wechselkurs des US-Dollar gegenüber dem Yen, den europäischen Währungen und der Währung Chinas stieg, stiegen plötzlich die lokalen Währungen in realer Rechnung, was zu einer ernsthaften Verschlechterung der internationalen Wettbewerbsfähigkeit, geringeren Exporten und zu einem gravierenden Leistungsbilanzdefizit führte.

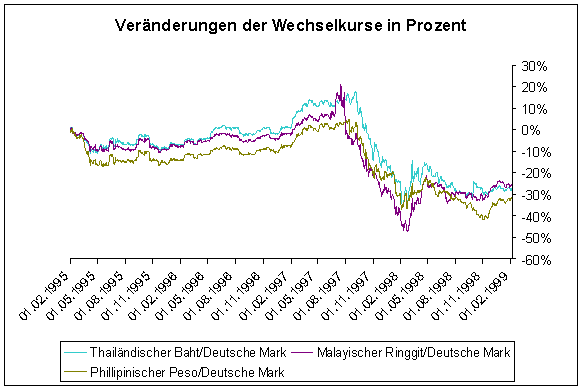
Prozentuale Veränderung der Wechselkurse zur Deutschen Mark ausgewählter asiatischer Währungen in den Jahren 1995 bis 1999

### Auslandsschulden überschritten Währungsreserven
Das Hauptproblem dieser Finanzpolitik war, dass den kurzfristigen Fremdwährungskrediten, die die asiatischen Banken aufgenommen hatten, nur ein verhältnismäßig geringer Währungsreservenbestand gegenüberstand. Die Krisenländer waren bei Eintreten der Krise und Fälligkeit der zuvor aufgenommenen Kredite nicht in der Lage, diese fristgerecht mit ausländischen Devisen zurückzuzahlen. Einige Zentralbanken (bspw. die thailändische Zentralbank) versuchten, mittels Transaktionen am Devisenterminmarkt die Kurse ihrer Währungen zu stützen, um eine Währungskrise abzuwenden.

### Schwache regionale Finanzmarktstrukturen
Zusätzlich zu den bereits skizzierten Missständen gab es in den meisten Ländern keine oder eine nur unzureichend funktionierende Aufsichtsbehörde ("Bankenaufsicht").
Die Banken beurteilten das Kreditrisiko und die Bonität der Kreditnehmer nicht hinreichend. Auch hatten viele der Banken eine viel zu geringe Eigenkapitalquote. Die Bankmanager vertrauten offenbar darauf, dass die Regierung sie unterstützen würde, sollte es tatsächlich zu Schwierigkeiten kommen.
Die Krise wurde möglicherweise ausgelöst oder verstärkt von Spekulanten, die auf ein Fallen der Währungskurse dieser Länder setzten und sie auf Termin verkauften.

### Fehlverhalten der internationalen Finanzmärkte
Das damals relativ niedrige Zinsniveau in Japan gilt als ein Faktor, der asiatische Banken dazu verleitete, Fremdwährungskredite in Yen aufzunehmen. Viele Investoren wollten in dem Zukunftsmarkt Südostasien dabei sein und finanzierten ihre Engagements mit einer geringen Eigenkapitalquote. Auch im Westen herrschte die Meinung, dass die Regierungen in Asien, sollte es zu Problemen kommen, über die Ressourcen verfügen würden, um eventuelle Solvenzprobleme abzufangen. Als die Gläubigerbanken aber nicht mehr „stillhielten“, als die asiatischen Währungen und Vermögenswerte zunehmend verfielen, und ihre Forderungen fällig stellten, kam es zu einem massiven Abzug von Kapital aus diesen Ländern. Der führte wiederum zu einer Herabstufung der Kreditwürdigkeit dieser asiatischen Länder, was den weiteren Verkauf dort gehaltener Anlagen durch sicherheitsorientierte institutionelle Investoren zur Folge hatte. Diese sich selbst verstärkende Kapitalflucht aus den Krisenländern gilt als ein Koordinationsversagen. Für einen einzelnen Gläubiger war es rational, Forderungen möglichst schnell einzutreiben und so Verluste zu begrenzen. Dass viele Gläubiger fast gleichzeitig so handelten (Herdenverhalten), trug zum Wertverlust ihrer Anlagen bei.

## Chronologische Übersicht wichtiger Ereignisse
| 1997           | Indonesien | Malaysia | Südkorea | Philippinen                                                                     | Thailand |
| März 1997      | | | |                                                                                 | Erste offizielle Verlautbarung bezüglich Problemen bei zwei nicht namentlich genannten Finanzintermediären und Start von Rekapitalisierungen dieser. |
| April 1997     | | Die malaysische Nationalbank Bank Negara Malaysia begrenzt die Kreditvergabe der Banken im Hinblick auf Immobilien und Aktienkäufe.                                               | |                                                                                 | Im Zeitraum von März bis Juni 1997 erhalten 66 Finanzintermediäre nicht öffentlich Liquidität von der thailändischen Zentralbank. Signifikante Kapitalabflüsse. |
| Mai 1997       | | | |                                                                                 | |
| Juni 1997      | | | |                                                                                 | 16 Finanzintermediäre werden geschlossen. Die Regierung gibt eine Spareinlagengarantie für alle Finanzinstitute. |
| Juli 1997      | Die Indonesische Rupiah gerät unter Druck und verliert an Wert gegenüber dem US-Dollar. | Die Bank Negara Malaysia interveniert massiv, um den Wechselkurs des Malayischen Ringgits zu verteidigen. Wenig später wird die Währungskoppelung aufgegeben.                     | Mehrere südkoreanische Banken werden von Ratingagenturen auf „negative outlook“ gesetzt | Der Philippinische Peso darf in größerer Bandbreite um den US-Dollar schwanken. | Die Währungskoppelung wird aufgehoben und der thailändische Baht verliert zwischen 15 und 20 Prozent an Wert. |
| August 1997    | Die Koppelung an den US-Dollar wird aufgehoben, daraufhin verliert die Indonesische Rupiah massiv an Wert. | | Die Regierung gibt eine Garantieerklärung für alle Verbindlichkeiten der südkoreanischen Banken ab. Ausländische Investoren stellen Kredite, die an die Banken ausgereicht wurden, fällig. |                                                                                 | Maßnahmen zur Stärkung des Finanzmarkts werden ergriffen. 42 Finanzintermediäre vorübergehend geschlossen. Ein 3-Jahres-Notfallarrangement mit dem Internationalen Währungsfonds, der Weltbank und weiteren bilateralen Quellen im Umfang von 17,1 Milliarden US-Dollar wird beschlossen |
| September 1997 | | | |                                                                                 | |
| Oktober 1997   | 16 Banken werden geschlossen; es wird eine begrenzte Spareinlagensicherungsgarantie abgegeben. Weitere Bankschließungen kündigen sich an. | | |                                                                                 | |
| November 1997  | Ein 3-Jahres Notfallarrangement mit dem Internationalen Währungsfonds wird genehmigt. Das Hilfspaket des IWF, der Weltbank und weitere bilaterale Quellen von 48,1 Milliarden US-Dollar bis März 1999 wurde beschlossen.                                          | | Der südkoreanische Won gerät unter Druck und die erlaubte Wechselkursschwankung weitet sich aus. Der Won verliert massiv an Wert. Die Korea Asset Management Corporation (KAMCO) Fondsgesellschaft wird gegründet, um notleidende Kredite zu übernehmen                                                           |                                                                                 | Regierungswechsel. Implementierung von Wirtschaftsreformen. Notfallerlässe der Regierung um den Finanzsektor zu entlasten und zu restrukturieren. |
| Dezember 1997  | Ein Bank Run beginnt. Die Hälfte aller Bankeinlagen werden abgezogen. | | Ein 3-Jahres Notfallarrangement mit dem Internationalen Währungsfonds wird genehmigt. Die Aktien von 14 Universalbanken werden vom Handel ausgesetzt und 2 große Banken werden nationalisiert. Regierungswechsel. Reformen des Finanzmarkts, Gründung der Finanzmarktaufsicht und Implementierung von Kontrollen. |                                                                                 | 56 vorübergehend geschlossene Finanzintermediäre werden endgültig geschlossen und abgewickelt. Die thailändische Nationalbank nationalisiert die Universalbanken. |
| 1998           | Indonesien | Malaysia | Südkorea | Philippinen                                                                     | Thailand |
| Januar 1998    | Ein zweites IWF-Programm wird angekündigt. Die Indonesian Bank Restructuring Agency (IBRA) wird gegründet und gibt eine Generalgarantie für die indonesischen Banken ab.                                                                                          | Maßnahmen zur Stärkung der aufsichtsrechtlichen Vorschriften werden angekündigt. Bank Negara Malaysia gibt eine Generalgarantie für alle Bankeinlagen ab.                         | Abkommen Südkoreas mit externen privaten Gläubigern bezüglich Umschuldung von kurzfristigen Schulden. 10 von 14 vom börslichen Handel ausgesetzte Banken werden geschlossen. Die verbleibenden 20 Banken sind verpflichtet Restrukturierungspläne vorzulegen.                                                     |                                                                                 | Die thailändische Zentralbank interveniert bei zwei kommerziellen Banken; Aktionäre werden ausgeschlossen. |
| Februar 1998   | Zweifel über die Zukunft des Finanzsektors wachsen inmitten politischer Unsicherheit. Die Indonesische Rupiah wird weiter abgewertet und ein Currency-Board wird diskutiert Präsident Suharto wird wiedergewählt.                                                 | Eine kommerzielle Bank wird von ausländischen strategischen Investoren gekauft.                                                                                                   | Kim Dae-jung und eine neue Regierung treten ihr Amt an. |                                                                                 | |
| März 1998      | | Ein Programm zur Konsolidierung der Finanzen und zur Rekapitalisierung von Unternehmen und kommerzielle Banken wird angekündigt.                                                  | | 3-Jahres-Stand-By-Arrangement mit dem IWF wird vereinbart                       | Neue Klassifizierung für Drohverluste und deren Rückstellungen wird eingeführt. |
| April 1998     | Die IBRA schließt 7 Banken und übernimmt 7 weitere. | | Vier der 20 Restrukturierungspläne werden abgelehnt und die 4 Banken geschlossen und abgewickelt. |                                                                                 | |
| Mai 1998       | Unruhen in Indonesien. Die Rupiah wird weiter abgewertet. Bank Runs intensivieren sich. Die Zentralbank Indonesiens Bank Indonesia muss Liquidität bereitstellen. Die IBRA übernimmt eine große Privatbank. Präsident Suharto tritt zurück.                       | | |                                                                                 | Die Bank von Thailand interveniert bei 7 Finanzintermediären; Aktionäre werden ausgeschlossen. |
| Juni 1998      | International Kreditgeber und indonesische Unternehmen einigen sich auf Umschuldungsprogramme für indonesische Unternehmen. | Danaharta, eine staatliche Asset-Management-Gesellschaft, wird gegründet. | Die südkoreanische Regierung schließt 7 kleinere Banken und zwei weitere Banken werden mit größeren Geschäftsbanken fusioniert. Neue Klassifizierung für Drohverluste und deren Rückstellungen wird eingeführt.                                                                                                   |                                                                                 | |
| Juli 1998      | | | |                                                                                 | |
| August 1998    | | Danamodal, eine Bankumstrukturierungs- und Sanierungsagentur wird gegründet. | |                                                                                 | Finanzsektorumstrukturierungsplan angekündigt. Bereitstellung von öffentlichen Mitteln zur Unterstützung der Rekapitalisierung der Banken. Intervention bei zwei Banken und fünf Finanzierungsgesellschaften. Aktionärsanteile eliminiert.                                               |
| September 1998 | Indonesiens Auslandsschulden bei institutionellen Investoren werden refinanziert. Bank Mandiri wird durch Fusion der vier größten staatlichen Banken gegründet. Pläne für eine gemeinsame Regierung angekündigt. Rekapitalisierungsmaßnahmen von privaten Banken. | Kapitalkontrollen werden eingeführt, der Wechselkurs wird gekoppelt, die Offenlegungspflichten entspannt, und Maßnahmen zur Förderung der Kreditvergabe der Banken verabschiedet. | |                                                                                 | |
| Oktober 1998   | Die Indonesische Regierung verabschiedet Änderungen des Bankengesetzes zur Stärkung der IBRA. | | |                                                                                 | |
| November 1998  | | | |                                                                                 | |
| Dezember 1998  | | | |                                                                                 | |
| 1999           | Indonesien | Malaysia | Südkorea | Philippinen                                                                     | Thailand |
| Januar 1999    | | | |                                                                                 | |
| Februar 1999   | | Kapitalkontrollen werden durch Abgaben ersetzt. | |                                                                                 | |
| März 1999      | Indonesiens Regierung schließt 38 Banken und die IBRA übernimmt sieben weitere. Für neun Banken werden staatliche Sanierungspläne angekündigt. | | |                                                                                 | |
| April 1999     | Schließung einer Joint-Venture-Bank. Indonesiens Regierung kündigt einen Plan zur Rekapitalisierung von drei verstaatlichten insolventen Banken an. | | |                                                                                 | |
| Mai 1999       | | | |                                                                                 | |
| Juni 1999      | Acht Privatbanken werden mit öffentlichen und privaten Mitteln rekapitalisiert. | | |                                                                                 | |
| Juli 1999      | Indonesiens Regierung kündigt einen Plan zur Auflösung der IBRA Banken an. | | |                                                                                 | Die thailändische Regierung interveniert bei einer kleineren Privatbank und bereitet den Verkauf vor. |
| August 1999    | Verschmelzung der Bankeneinheiten der Bank Mandiri. | | |                                                                                 | |

## Wirtschaftliche Auswirkungen

### Auswirkungen der Krise auf die asiatischen Länder

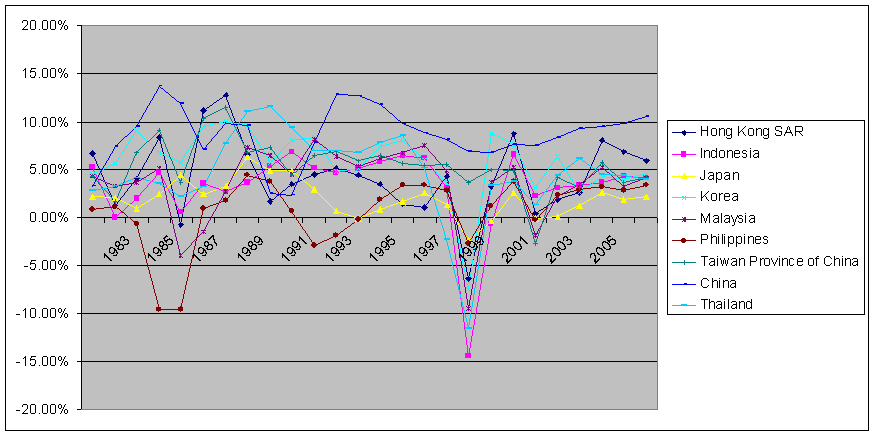
Prozentuales jährliches BIP-Wachstum ausgewählter asiatischer Länder (Bruttoinlandsprodukt mit konstanten Preisen und konstanter nationaler Währung dividiert durch die Bevölkerungsanzahl des entsprechenden Landes)

Nach Jahren starken Wachstums sahen sich die asiatischen Länder 1997 mit einem plötzlichen Fall in eine Rezession konfrontiert. Damalige und potentielle Investoren zeigten sich skeptisch über die Aussichten der Region und reagierten dementsprechend. Vor Beginn der Krise waren die „Tigerstaaten“ noch sehr erfolgreich auf den weltweiten Kapitalmärkten, wobei der US-Dollar-Markt ungefähr 33 Milliarden US-Dollar pro Jahr ausmachte. 1998 sank der Wert auf nur noch 8 Mrd. US$ für asiatische Kreditnehmer. 1998 schrumpfte das BIP in Indonesien (−13,7 %), Thailand (−8,0 %), Südkorea (−5,5 %), Hongkong (−5,1 %) und auf den Philippinen (−0,5 %), nachdem diese Länder bis 1996 einen langjährigen Zuwachs verzeichnet hatten. In Japan sank das BIP um 2,8 %. In Südkorea stieg die Arbeitslosenquote von 2 % (1996) auf 6,8 % (1998), in Malaysia von 2,5 % (1996) auf 8 % (1998) und in Indonesien auf 22 % (Anfang 1999).

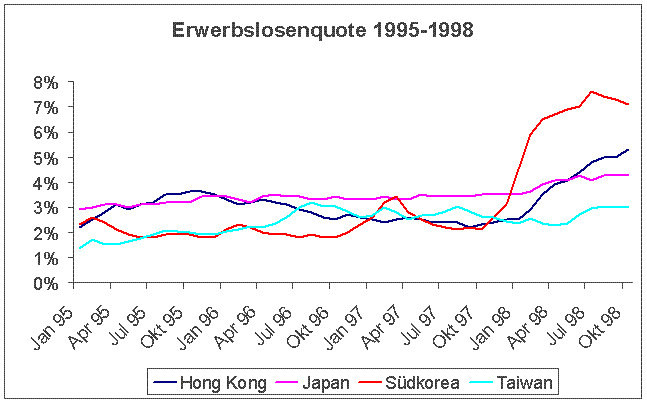
Erwerbslosenquote in ausgewählten asiatischen Ländern in den Jahren 1995 bis 1998

Während sich die Asienkrise weiterhin verschlimmerte, bemühte sich der Internationale Währungsfonds, negative Konsequenzen einzugrenzen. Er stellte in den Jahren 1997/98 39 Milliarden US-Dollar für Thailand, Indonesien und Südkorea zur Verfügung. Zusätzlich bemühten sich zahlreiche Regierungen und internationale Organisationen, Hilfestellung zu leisten. Damals bestand Hoffnung, dass sich der Markt bald erholen würde. Die am meisten betroffenen Währungen, der thailändische Baht, die indonesische Rupiah und der südkoreanische Won, hatten bis Mitte 1998 einen Teil ihres Wertverlustes aufgeholt und sich stabilisiert. Ebenso stabilisierten sich die Exportzahlen wieder. Eine beruhigende Tatsache war, dass nicht alle Länder gleichermaßen betroffen waren. Die VR China war relativ immun gegenüber den direkten Auswirkungen der Krise. Der Yuan behielt seinen Wert, das Bruttoinlandsprodukt wuchs weiter an und die Exporte nahmen weiterhin kräftig zu. Zwar waren die Kapitalabflüsse von ausländischen Investoren auch in China beachtlich, doch die Auslandsverschuldung und das Haushaltsdefizit waren geringer als zum Beispiel in Thailand und Malaysia. Des Weiteren waren die Devisenreserven Chinas deutlich größer als die der von der Asienkrise am meisten betroffenen Länder.
Japan wurde stärker als die USA und Europa von negativen Auswirkungen der Krise getroffen. Die seit 1991 anhaltende Japankrise wurde durch die Asienkrise verstärkt. Japans BIP, das 1996 noch um 3,8 Prozent gewachsen war, schrumpfte 1997 um 0,7 Prozent, 1998 um 2,1 Prozent und 1999 um 0,7 Prozent.

### Auswirkungen der Krise auf andere Länder
Die Marktprognosen beim Ausbruch der Krise waren denkbar schlecht und verhießen einen gravierend negativen Effekt auf die gesamte Weltproduktion. Es gab Prognosen, die von einer Verringerung bis zu einem Drittel ausgingen. Tatsächlich entpuppten sich die direkten Effekte als wesentlich geringfügiger. Als Grund dafür ist der relativ geringfügige Exportanteil der USA und Europas in die asiatischen Länder, mit Ausnahme von Japan, zu nennen. So gingen zum Beispiel 1996 nur 2,5 % der US-amerikanischen Exporte nach Südostasien. Im Gegensatz dazu hatten die asiatischen Länder eine durchschnittlich hohe Exportquote von 36 % in die USA und nach Europa und standen so in einem engen Abhängigkeitsverhältnis.
Die USA konnten während der Ereignisse ihr Wirtschaftswachstum halten und gegen Ende 1998 sogar erhöhen. Gleichzeitig gelang es, die Inflation gering zu halten, die Konsumausgaben waren hoch und die Arbeitslosigkeit erreichte ein 30-Jahres-Tief von 4,3 %. Aber der Höhepunkt der positiven Entwicklungen für die USA war der Höhenflug des Dow Jones Index, der die 10.000er-Marke überstieg und die europäischen Aktienmärkte mit auf Rekordhöhe zog.
Die Auswirkungen auf die EU-Wirtschaft hielten sich in Grenzen, obwohl die europäischen Investitionen in Asien einen Rückschlag erlitten. Der sekundäre und der tertiäre Bereich hatten die größten Schwierigkeiten, da eine Reihe von europäischen Industrieprodukten und Dienstleistungen für den asiatischen Markt bestimmt waren. Die Einbußen der Bundesrepublik Deutschland wurden, nach Aussage der Regierung, auf 10 Milliarden DM geschätzt. Die Wachstumsrate der deutschen Wirtschaft fiel um 0,25 % und die Arbeitslosenquote nahm um 0,1–0,2 % zu.

## Auswirkungen auf die Bevölkerung
Die sozialen Auswirkungen der Krise äußerten sich überwiegend im Anstieg der Arbeitslosenzahlen und starken Realeinkommeneinbußen. Nicht alle Einkommensklassen waren gleichermaßen betroffen. Der Anteil der Löhne und Gehälter am Gesamteinkommen sank und führte so zu Änderungen der Einkommensverteilung. Bewohner ländlicher Gebiete, die ihre eigenen Nahrungsmittel anbauten oder züchteten, hatten durch den Verkauf ihrer Erzeugnisse zu steigenden Preisen profitiert, während die städtischen Haushalte, die sich Nahrungsmittel zu erhöhten Marktpreisen kaufen mussten, negativ betroffen waren. Dementsprechend stieg die Armut in städtischen Gebieten stärker als in ländlichen Gebieten. Durch Kürzung der Sozialausgaben des Staates sank die Verfügbarkeit von Leistungen sowie die Qualität im Bildungs- und Gesundheitswesen und anderen öffentlichen Versorgungsleistungen. Auch die Investitionen der Privathaushalte in den Bereichen Bildung, Gesundheit, Ernährung und Familienplanung nahmen ab. In der Gesundheitsversorgung griffen viele Haushalte zur Selbsthilfe oder nahmen traditionellen Heiler, weniger eine moderne medizinische Versorgung. Private Krankenhäuser und Kliniken in Malaysia berichteten einen Rückgang zwischen 15 und 50 Prozent der Anzahl der Patienten in Behandlung.
Die Kosten für Verhütungsmittel stiegen und eine große Anzahl von Frauen schied aus den Familienplanungsprogrammen aus. In Indonesien hatten bis dato die Teilnehmer der nationalen Familienplanungsprogramme die Kosten in vollem Umfang tragen müssen. Dementsprechend gehen Schätzungen davon aus, dass sich die Zahl der illegalen Abtreibungen und Kindstötungen deutlich erhöhte.

## Abklingen der Krise und Erholung
Die wirtschaftliche Erholung von der Krise erfolgte in den meisten der betroffenen Ländern recht schnell. Ein gutes makroökonomisches Management in der Stärkung der Stabilisierung der Finanzmärkte spielte dabei eine besondere Rolle. In den meisten asiatischen Ländern waren zwei Jahre später die realen und nominalen Zinssätze auf den Geldmärkten niedriger als vor der Krise 1997. Als der spekulative Druck auf die Währungen nachließ, fielen die Zinssätze in Südkorea, Thailand (Anfang 1998) und Indonesien (Mitte 1999). Die Kreditvergabe im Privatsektor wurde drastisch gesenkt und zog negative Auswirkungen auf den Privatkonsum nach sich, stabilisierte aber das Bankensystem.
In den Jahren 2005–2007 stieg das Bruttosozialprodukt jährlich im Durchschnitt von 8 %, so schnell wie vor der Krise. Diese Zahl berücksichtigt allerdings auch das Wachstum Chinas und Indiens. 
Studien weisen darauf hin, dass die öffentliche Infrastruktur 2007, vor allem in Thailand und Indonesien, schlechter als ein Jahrzehnt zuvor zu Zeiten der Krise gewesen sei. Investitionsausgaben seien durch die wirtschaftliche und politische Unsicherheit gesunken und Unternehmen seien bezüglich Fremdkapitalaufnahme immer noch sehr zurückhaltend. Die Asian Development Bank fordert daher, dass die Regierungen viel mehr dazu beitragen könnten, dies zu ändern: Höhere Investitionen in Bildung und Infrastruktur, Unterbindung der Korruption und die Verbesserung der rechtlichen Rahmenbedingungen.

## Die Rolle des Internationalen Währungsfonds
Der Internationale Währungsfonds führte in Indonesien, Südkorea und Thailand Programme durch, die Finanzierungshilfen beinhalteten, aber an Bedingungen bezüglich Strukturreformen und makroökonomischen Maßnahmen gebunden waren.
In den Jahren 1997/98 zahlte er etwa 39 Milliarden US-Dollar Finanzmittel für Anpassungs- und Reformprogramme in Indonesien, Südkorea, Philippinen und Thailand. Insgesamt wurden 85 Milliarden US-Dollar von bi- und multilateralen Organisationen zugesichert; dieser Betrag wurde aber nie vollständig ausgezahlt. Diese Finanzmittel wurden unter der Voraussetzung in Aussicht gestellt, dass die Geldpolitik in den jeweiligen Ländern gestrafft und damit ein weiterer Verfall der Wechselkurse eingedämmt würde, sowie einer restriktiveren Haushaltspolitik. Des Weiteren war die Freigabe der Finanzmittel an Strukturreformen gebunden, wozu insbesondere Vorschriften und das Einrichten von Überwachungskommissionen gehörten, die die Verschuldungs-, Effizienz- und Führungsprobleme im Banken- und Unternehmenssektor lösen sollten. Weitere Reformmaßnahmen sollten die sozialen Auswirkungen der Krise und der Haushaltskürzungen abschwächen und das Wirtschaftswachstum beleben.

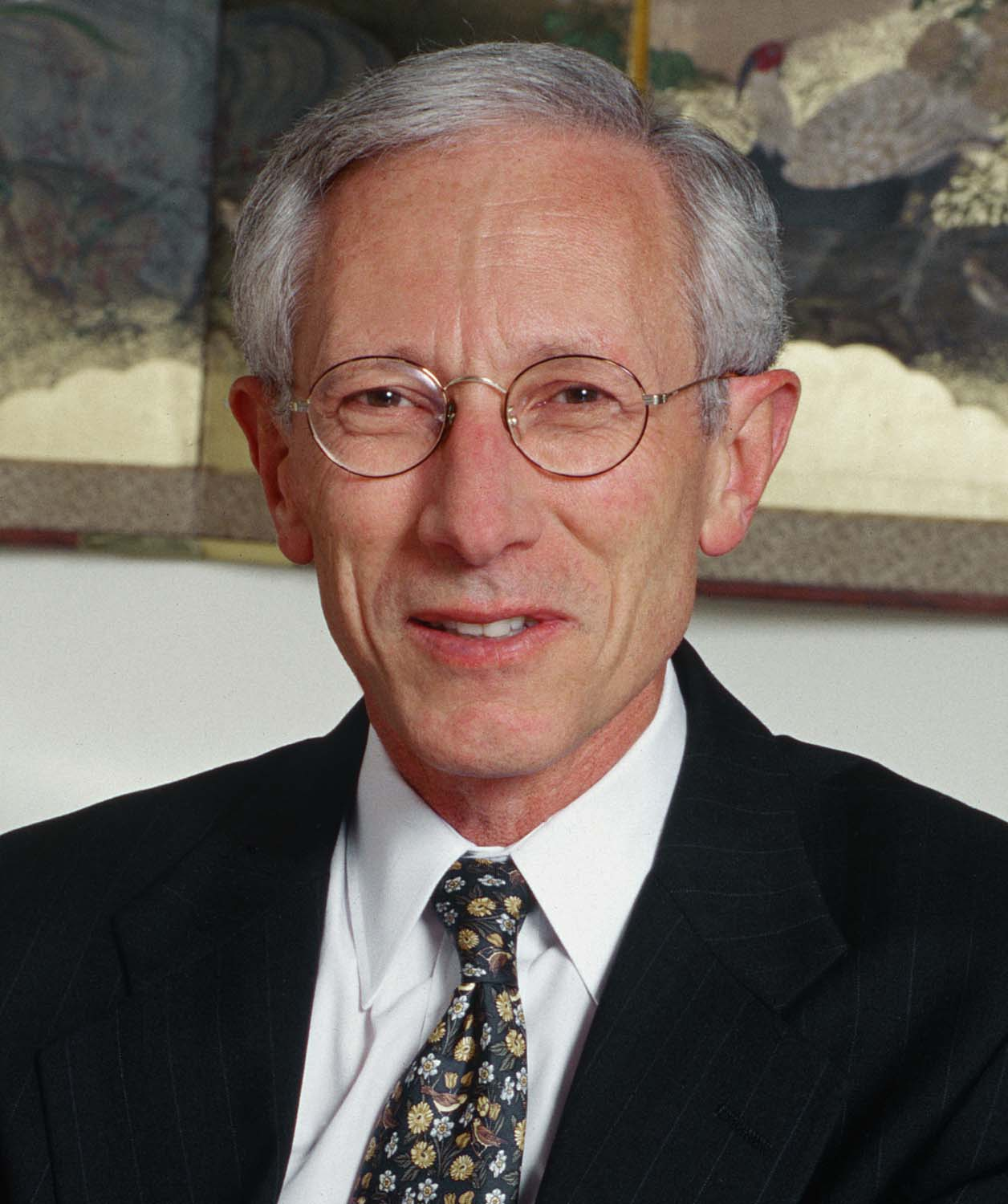
Stanley Fischer, erster stellvertretender Direktor des Internationalen Währungsfonds von September 1994 bis Ende August 2001

„(…) erstens, das Versagen den Überhitzungsdruck der zunehmend in Thailand und vielen anderen Ländern in der Region sichtbar wurde und sich in großen Staatshaushaltsdefiziten, Immobilien- und Börsenblasen manifestierte, einzudämmen; zweitens, die zu lange Aufrechterhaltung des gekoppelten Wechselkursregimes, welches die externe Kreditaufnahme förderte und zu einer übermäßigen Wechselkursrisikoaussetzung sowohl im Finanz- als auch im Unternehmenssektor führte, und drittens, laxe aufsichtsrechtliche Vorschriften und Finanzmarktkontrolle, die zu einer drastischen Verschlechterung in der Qualität der Kreditportfolios der Banken führten.“

„Die Medizin, die der IWF verabreicht hat, war richtig. Er konnte nur nicht durchsetzen, daß die Patienten sie ordentlich nehmen.“

### Das Hilfsprogramm für Thailand
Am 14. August 1997 wandte sich die Regierung Thailands mit einer Absichtserklärung (Letter of Intent) an den Internationalen Währungsfonds, in welcher Strukturprogramme beschrieben wurden, welche die thailändische Regierung beabsichtigte zu implementieren mit der gleichzeitigen Anfrage nach finanzieller Unterstützung. Am 20. August 1997 genehmigte der IWF 4 Milliarden US-Dollar Finanzhilfe für einen Zeitraum von 3 Jahren. Primäres Ziel dieser Finanzierungshilfe sollte die Stabilisierung des Thailändischen Bahts sein. Die Finanzierungshilfe war mit mehreren Bedingungen verbunden, darunter eine Anhebung des thailändischen Leitzinses, Senkung der Staatsausgaben, Erhöhung der Mehrwertsteuer, weitreichende Privatisierungsmaßnahmen, Restrukturierung des Finanzsektors und schlussendlich die Aufgabe der Wechselkursbindung des Baht an den US-Dollar.

### Das Hilfsprogramm für Südkorea
Am 4. Dezember 1997 stimmt der Internationale Währungsfonds einer Absichtserklärung der südkoreanischen Regierung bezüglich eines Finanzhilfeprogramms in Höhe von 58 Milliarden US-Dollar, wovon aber nur 21 Milliarden US-Dollar ausbezahlt wurden, für drei Jahre zu. Zu diesem Zeitpunkt war es die größte monetäre Finanzhilfe des Internationalen Währungsfonds an ein Land. Die Bedingungen dieser Finanzhilfe sahen unter anderem die kurzfristige Erhöhung des südkoreanischen Leitzinses, Reformen des hochverschuldeten Firmensektors und Umstrukturierungsmaßnahmen bezüglich der Laufzeiten von kurzfristigen Krediten vor.

### Das Hilfsprogramm für Indonesien
In den Jahren 1997/98 stellte der Internationale Währungsfonds 14,9 Milliarden US-Dollar Finanzhilfe für Indonesien zur Verfügung. Wirtschaftspolitische Maßnahmen, die an diese Finanzierungshilfe gebunden waren, beinhalteten Neustrukturierung und Schließung von Finanzinstituten, Bekämpfung der Korruption und mafiaähnlicher Strukturen, Freigabe des Rupiah-Kurses und die Liberalisierung des Handels.

### Kritik an den Aktionen des Internationalen Währungsfonds
Der Internationale Währungsfonds bezeichnet seine Maßnahmen als erfolgreich und notwendig. Trotzdem ist die Rolle des IWF bis heute sehr umstritten, und die Aktionen des IWF während und nach der Asienkrise sind auf zahlreiche Kritik gestoßen, insbesondere von Kritikern aus den USA. Bis zu den Jahren 1997/98 hatte der IWF in mehr als 90 Entwicklungs- und Schwellenländer Strukturprogramme im Rahmen von Kreditvergaben „verordnet“. Kritik an den Auflagen, an den Prioritäten dieser Auflagen und der zu implementierenden Strukturänderungen (Liberalisierung der Märkte) kamen überwiegend aus dem Bereich der Politischen Linken. Im amerikanischen Kongress äußerte sich allerdings auch die Politische Rechte zur Zeit der Asienkrise kritisch zu den Aktionen des IWF. Sie warf dem IWF vor, auf Kosten der Steuerzahler US-amerikanische Banken und Anleihegläubiger vor weitreichenden Verlusten bewahrt zu haben. Teilweise forderten die Kritiker aus beiden politischen Lagern aus unterschiedlicher politischer Motivation die Abschaffung des IWF.
Die Kritik, unabhängig von der politischen Motivation, am Internationalen Währungsfonds kann wie folgt zusammengefasst werden:
Induzierung von „moral hazard“ seitens des IWF
Die Gläubiger der asiatischen Finanzintermediäre wurden verführt, erhöhte Risiken einzugehen, da sie angeblich damit rechnen konnten, dass bei Zahlungsschwierigkeiten der IWF einspringen würde, wie er es in anderen Krisen zuvor getan hatte.
Die auferlegten Maßnahmen im Rahmen der Asienkrise waren falsch
Die Anhebung von Zinssätzen und Steuern einhergehend mit der Kürzung von Staatsausgaben während einer Rezession seien kontraproduktiv.
Fokussierung auf wirtschaftspolitische Maßnahmen unter Vernachlässigung von sozialen Maßnahmen
Die vom IWF verordneten Strukturprogramme basierten auf rein fiskalischen Kriterien, wie zum Beispiel Geldwertstabilität, dem Vorrang der Schuldentilgung und ausgeglichenen Leistungsbilanzen. So wurden Länder indirekt dazu „gezwungen“ beispielsweise Investitionen ins Bildungssystem oder Subventionen für Grundnahrungsmittel einzustellen. Soziale Unruhen wie etwa in Indonesien seien die Folge.
Die IWF-Agenda setze die Souveränität und die demokratische Kontrolle der abhängigen Staaten außer Kraft
Durch die Liberalisierung der Finanzmärkte hätten sich die Staaten vollständig dem Weltmarkt ausgeliefert. Zur Verhinderung von Kapitalflucht bei einer Krise oder zur Verteidigung ihrer Währung gegen Spekulationen, könnten sich diese Staaten nicht durch gesetzliche Regelungen, sondern nur durch eigenes Agieren am Markt, etwa durch Stützungskäufe für die eigene Währung, helfen.

## Theoretische Erklärungsmodelle
Die Ursachen von Währungs- und Finanzkrisen sind Gegenstand zahlreicher wissenschaftlicher Untersuchungen und Erklärungsansätzen in der ökonomischen Literatur. Hierbei sind Modelle drei verschiedener Generationen zu unterscheiden, welche auf mehreren theoretischen Erklärungsansätzen beruhen.

### Modelle erster Generation
Modelle der ersten Generation zur theoretischen Erläuterung von Finanzkrisen beruhen überwiegend auf dem Modell von Paul Krugman.
In diesen Modellen, so zum Beispiel auch bei dem 1984 präsentierten Modell von Robert Flood & Peter Garber, wird erklärt, dass eine Finanzkrise ausgelöst werden kann, wenn die Regierung, deren Haushalt dauerhafte monetäre Haushaltsdefizite aufweist, versucht, bei beschränkten Devisenreserven einen an eine Leitwährung gebundenen Wechselkurs zu halten (Wechselkursparität). In diesen Modellen werden Finanzkrisen als reine Währungskrisen angesehen.

### Modelle zweiter Generation
Die Modelle der zweiten Generation betrachten eine Finanzkrise ebenfalls lediglich als Währungskrise. In diesen Modellen, so zum Beispiel dem von Maurice Obstfeld im Jahre 1994 veröffentlichten Modell, wird erklärt, dass auch ohne expansive Geldpolitik und ohne damit verbundenem starken Haushaltsdefizit eine Währungskrise ausgelöst werden kann. In diesen Modellen wird erläutert, dass internationale Finanzmarktteilnehmer spekulative Attacken auf eine Währung ausführen, wenn sie erwarten, dass ein Land eine Politik stabiler Wechselkurse zugunsten anderer Ziele, zum Beispiel die Bekämpfung der Arbeitslosigkeit, aufgeben würde. Diese Modelle der zweiten Generation basieren überwiegend auf der Erwartungshaltung der Wirtschaftssubjekte, welche das Auslösen einer Finanzkrise determiniert.

### Aktuelle Modelle
Aktuelle Modelle, auch Modelle der dritten Generation genannt, versuchen dem Umstand Rechnung zu tragen, dass es sich bei Finanzkrisen nicht nur um Währungskrisen handelt, sondern gleichzeitig beziehungsweise unmittelbar darauf folgend auch um Wirtschaftskrisen beziehungsweise Finanzmarktkrisen handelt. Diese Modelle werden in der englischsprachigen Literatur unter dem Begriff „twin crises“ zusammengefasst. Hierbei werden insbesondere die Rolle von Leistungsbilanzdefiziten, staatlichen Garantien für Banken (auch indirekt über das Moral-Hazard-Problem) und schwache Finanzmarktstrukturen in Verbindung mit Währungskrisen gesetzt.
Giancarlo Corsetti, Paolo Pesenti, Nouriel Roubini veröffentlichten 1999 ein Modell, welches basierend auf dem Moral-Hazard-Problem die Finanzmarkt- und Währungskrise in Asien makroökonomisch darzustellen versucht. Unter dem Moral-Hazard-Problem versteht man, dass ein indirektes staatliches Bürgschaftssystem für schwach regulierte und kontrollierte private Finanzinstitutionen einen Anreiz bietet, sich in exzessiven, riskanten Investitionen zu engagieren.

#### Annahmen und Erläuterungen

##### Der Privatsektor
Im Modell wird vereinfacht von einer kleinen offenen Volkswirtschaft ausgegangen, welche auf die Produktion eines handelbaren Gutes {\displaystyle Y} spezialisiert ist. Diese Marktwirtschaft wird mittels der Cobb-Douglas-Produktionsfunktion dargestellt.
{\displaystyle Y_{t}=A\cdot K_{t}^{\alpha }L_{t}^{1-\alpha }} mit {\displaystyle \alpha \in (0,1)}
- {\displaystyle Y}: Produktionsmenge
- {\displaystyle A}: Stochastischer Prozess, welcher den technischen Fortschritt abbildet. Als Faktor vor der Produktionsfunktion, wie im obigen Fall, bildet {\displaystyle A} den Hicks-neutralen technischen Fortschritt ab.
- {\displaystyle K}: Kapitaleinsatz
- {\displaystyle L}: Arbeitseinsatz
- {\displaystyle t}: Zeit
- {\displaystyle \alpha }: Partielle Produktionselastizität des Kapitals
- {\displaystyle (1-\alpha )}: Partielle Produktionselastizität der Arbeit

Im Falle, dass die Summe der partiellen Produktionselastizitäten, ergo die Skalenelastizität = 1 ist, wie in oben genannter Gleichung {\displaystyle \alpha +(1-\alpha )=1} bedeutet dies: Ein vermehrter/verminderter Einsatz dieser Produktionsfaktoren {\displaystyle K} und {\displaystyle L} führt zu einer im gleichen Verhältnis erhöhten/verminderten Produktion. Man spricht bei dieser Eigenschaft auch von konstanten Skalenerträgen.
Weiterhin wird angenommen, dass der Kapitalmarkt segmentiert und nicht vollkommen ist. Das bedeutet, dass nur ein geringer Teil der Bevölkerung Zugang zum Kapitalmarkt hat (zum Beispiel Banken, Versicherungen und andere institutionelle Investoren), im weiteren „Elite“ genannt (ELI), und die übrigen Bewohner im weiteren „Rest des Landes“ (ROC) nicht über Kapitalvermögen verfügen.
Die erwartete Nutzenfunktion {\displaystyle U} der Elite wird dabei wie folgt definiert:
{\displaystyle U^{ELI}=E_{t}\cdot \ \sum _{s=t}^{\infty }{\frac {1}{(1+\delta )^{s-t}}}\cdot \ [C_{s}^{ELI}+\gamma \ln(M_{s}/P_{s})]}
- {\displaystyle M}: Nominale Geldmenge
- {\displaystyle P}: Preisniveau
- {\displaystyle E}: Ertrag
- {\displaystyle U}: Nutzen
- {\displaystyle C^{ELI}}: Konsum der „Elite“
- {\displaystyle \delta }: Zeitparameter
- {\displaystyle \gamma \ln(M_{s}/P_{s})}: Inflation beziehungsweise Deflation

Weiterhin wird angenommen, dass für die Budgetbeschränkung der Elite gilt, dass der gesamte Kapitalstock des Landes durchweg von ausländischen Finanzinstitutionen fremdfinanziert ist. Diese Annahme ist eine realistische Vereinfachung, da Corsetti empirische Beweise darüber vorweisen kann, wie unzureichend die Eigenkapitalquote der einheimischen Unternehmen im Zeitpunkt des Entstehens der Krise war.
{\displaystyle K_{t+1}-K_{t}-(D_{t+1}-D_{t})\cdot \ {\frac {\xi _{t}}{P_{t}}}=\beta \cdot \ W_{t}-\pi _{t}\cdot \ {\frac {\xi _{t}}{P_{t}}}\cdot \ D_{t}-C^{ELI}-T^{ELI}-{\frac {M_{t}-M_{t-1}}{P_{t}}}}
- {\displaystyle D}: Schulden bei ausländischen institutionellen Investoren
- {\displaystyle K}: Kapital
- {\displaystyle \pi }: Kreditkosten
- {\displaystyle \beta }: Anzahl der Investoren mit internationalen Kapitalmarktzugang (ELI)
- {\displaystyle T}: Steuern
- {\displaystyle \xi }: Nominaler Wechselkurs
- {\displaystyle W}: Arbeitseinkommen
- {\displaystyle P}: heimisches Preisniveau

Für den „Rest des Landes“ ist Arbeitseinkommen die einzige Einkunftsquelle. Die Budgetbeschränkung für den Rest des Landes definiert sich über deren Konsum und die zu zahlenden Steuern.
{\displaystyle (1-\beta )\cdot \ W_{t}=C_{t}^{ROC}+T_{t}^{ROC}}
- {\displaystyle (1-\beta )}: Anzahl der heimischen Investoren ohne internationalen Kapitalmarktzugang (ROC)

Aus diesen Budgetbeschränkungen wird ersichtlich, dass, sollte die ausstehende Menge der Schulden bei ausländischen institutionellen Investoren {\displaystyle D} größer als der Kapitalstock des Landes sein, eine Krise ausgelöst würde, wenn die ausländischen Gläubiger keine weiteren Kredite mehr vergäben. Die Elite wäre dann gezwungen, Insolvenz anzumelden, sofern die Regierung beziehungsweise die Zentralbank nicht interveniert, beispielsweise bei Geldmenge oder Wechselkurs.

##### Der öffentliche Sektor
Der Staat erhebt Steuern, verfügt über Geldreserven und kann am internationalen Geldmarkt Geld zu einem Marktzinssatz {\displaystyle r} leihen und verleihen. Die konsolidierte (Staat und Zentralbank) Budgetgleichung ergäbe sich dementsprechend als:
{\displaystyle {\frac {\xi _{t}}{P_{t}}}\cdot \ [(R_{t+1}-L_{t+1})-(R_{t}-L_{t})]=T_{t}^{ELI}+T_{t}^{ROC}+{\frac {M_{t}-M_{t-1}}{P_{t}}}+r\cdot \ {\frac {\epsilon _{t}}{P_{t}}}\cdot \ (R_{t}-L_{t})}
- {\displaystyle \xi }: Nominaler Wechselkurs
- {\displaystyle \epsilon }: realer Wechselkurs
- {\displaystyle R}: Geldreserven (in ausländischer Währung)
- {\displaystyle L}: Verbindlichkeiten (in ausländischer Währung)
- {\displaystyle r}: Marktzinssatz

Unter der Annahme, dass die Regierung die heimische Währung an eine starke, nicht schwankende Währung koppelt ergibt sich folgende Budgetbeschränkung des öffentlichen Sektors vor der Krise.
{\displaystyle R_{t+1}-R{t}={\frac {M_{t}-M_{t-1}}{\xi _{t}}}+r\cdot \ R_{t}}
mit {\displaystyle t_{0}\leq t\leq t_{c}}
Vor der Krise verfügt der Staat über eine einigermaßen ausgewogene Leistungsbilanz. Dies bedeutet, dass das anfängliche Niveau der Geldreserven positiv ist und dass die Verschuldung durch Steuern auf das Arbeitseinkommen und Unternehmenssteuern ausgeglichen werden könnte. Das Preisniveau ist konstant und indiziert mit 1. Beim Eintreten der Krise {\displaystyle t_{c}} werden die Schulden des öffentlichen Sektors um die finanziellen Aufwendungen des Staates, zur Rettung der insolvente Elite, erhöht. Dementsprechend verändert sich die Budgetbeschränkung des öffentlichen Sektors, ergänzt um die zusätzlichen Aufwendungen, wie folgt:
{\displaystyle L_{t_{c}}=-\delta \cdot \ T_{t_{c}}^{ELI}=D_{t_{c}}\cdot \ (1+r)-(K_{t_{c}}+\alpha \cdot \ Y_{t_{c}})}
Wird diese Budgetbeschränkung in die vorher erwähnte Budgetgleichung eingesetzt, so erhält man die Budgetgleichung während der Krise:
{\displaystyle L_{t_{c}+1}-R_{t_{c}+1}=E_{t_{c}+1}\sum _{s=t_{c}+1}^{\infty }\left({\frac {1}{1+r}}\right)^{s-t_{c}}\cdot \ \left(\eta _{s}\cdot \ W_{s}+{\frac {M_{s}-M_{s-1}}{P_{s}}}\right)}
- {\displaystyle \eta _{s}\cdot \ W_{s}} = Gesamtes Steueraufkommen ({\displaystyle T^{Roc}+T^{ELI}})

Diese Gleichung entspricht den anfallenden Verbindlichkeiten, also Schulden abzüglich der Geldreserven (linke Seite der Gleichung), und den diskontierten erwarteten Erträgen aus der Besteuerung der Arbeitseinkommen und dem Erhöhen der Geldmenge.

#### Refinanzierungsspirale
Im Folgenden wird modelliert, wie sich die Krisensituation verschlimmert, wenn die ausländischen institutionellen Investoren über den durch den Staat mit Reserven gedeckten Kapitalstock hinaus Kredite an die Elite vergeben.
Die folgende Gleichung zeigt durch die erste Ableitung nach {\displaystyle K}, was der Elite passiert, wenn sie eine weitere Einheit am internationalen Finanzmarkt als Kredit aufnehmen.
{\displaystyle -{\frac {\partial \left[\sum _{s=0}^{\infty }{\frac {T_{t+1+s}^{ELI}}{(1+r)^{s}}}\right]}{\partial K_{t+1}}}=\theta _{t+1}}
Da die Elite sich der Bürgschaftsgarantie der Regierung beziehungsweise der Zentralbank gewiss ist und sie daraus einen positiven Kapitaltransfer erwarten kann, wird sie keinen Verlust erleiden, egal, ob es zu einem negativen Produktionsschock (Cobb-Douglas-Produktionsfunktion) kommt oder nicht. Und genau aus diesem Grunde, dies ist der entscheidende Fehler, wird die Elite alle finanziellen Engpässe durch weitere Ausleihungen am internationalen Finanzmarkt refinanzieren. Somit folgt, dass die erwünschte Kapitalausstattung {\displaystyle K_{c}} der Elite größer ist, als die eigentlich effiziente {\displaystyle K^{*}}.
{\displaystyle K_{c}\equiv \left({\frac {\alpha (A+\delta )}{r}}\right)^{\frac {1}{1-\alpha }}>K^{*}\equiv \left({\frac {\alpha \cdot \ A}{r}}\right)^{\frac {1}{1-\alpha }}}
Dieses Phänomen wird von Paul Krugman als spezifisches „overinvestment“ bezeichnet. Dieses wird stimuliert durch einen erwarteten positiven Ertrag bei weiterer Kreditaufnahme. Diese weitere Kreditaufnahme zur Verlustdeckung wird auch als „Evergreening Effect“ bezeichnet.
Die kumulierten Verluste {\displaystyle F} zum Zeitpunkt {\displaystyle t} durch uneinbringbare Forderungen der heimischen Institutionen werden wie folgt definiert:
{\displaystyle F_{t}=\sum _{s=t_{0}}^{t-1}\left[\alpha (A+\delta -A)K^{*^{\alpha }}\right](1+r)^{t-s}}
Zum Zeitpunkt der Krise, also der Insolvenz der Elite, gehen die kumulierten Verluste der Elite in das Budget des öffentlichen Sektors über, so gilt
{\displaystyle L=D+F}

#### Der öffentliche Sektor in der Krise
Die Budgetbeschränkung nach dem die Krise ausgelöst wurde sieht demnach wie folgt aus:
{\displaystyle (1-\gamma )\cdot \ F_{{t_{c}}+1}-\left[{\frac {\eta ^{*}}{r}}(1-\alpha )AK^{\alpha }\right]=E_{{t_{c}}+1}\sum _{s=t_{c}+1}^{\infty }\left({\frac {1}{1+r}}\right)^{s}-t_{c}\cdot \ \left({\frac {M_{s}-M_{s-1}}{P_{s}}}\right)}
- {\displaystyle \eta ^{*}} durchschnittlicher Zinssatz nach dem die Krise ausgelöst wurde

Zu diesem Zeitpunkt kann die Finanzmarktkrise zu einer Währungskrise führen, sollte das Steueraufkommen vom Arbeitseinkommen und der Unternehmensbesteuerung nicht ausreichend hoch genug sein. Denn dann wäre die linke Seite der Gleichung positiv und eine Erhöhung der Geldmenge wäre nötig. Eine Möglichkeit, dies zu verhindern, wäre eine glaubhafte Implementierung eines Rückzahlungsplanes in Raten gewesen, sofern es mit den Gläubigern vereinbar gewesen wäre. Diese Möglichkeit wurde nicht genutzt, weshalb die Geldmenge erhöht werden musste. Das führte zu einem weiteren Anwachsen der Inflationsrate, welche schon durch das Aufbrauchen der Geldreserven rapide zugenommen hatte. Dies leitete zusätzlich zur Finanzkrise die Währungskrise ein.

#### Die Rolle der ausländischen institutionellen Investoren und Spekulanten
Die ausländischen institutionellen Investoren sind genau solange bereit, die heimische Elite zu finanzieren, solange ein Minimum an Geldreserven des öffentlichen Sektors vorhanden ist. In dem Moment, in dem die um die antizipierten kumulierten Verluste in die Staatsverschuldung zugerechneten Verbindlichkeiten die Geldreserveschwelle überschreitet, werden die ausländischen institutionellen Investoren ihre Forderungen einzuheben versuchen („Show me the money- constraint“). Dies bedeutet, die Krise wird ausgelöst, sobald folgende Bedingung eintritt:
{\displaystyle R_{t_{e}+1}\leq \gamma \cdot \ F_{t_{e}+1}}
mit
- {\displaystyle \gamma \cdot \ F_{t_{e}+1}}: Offizielle Geldreserven ausgedrückt als Bruchteil der wachsenden eventuell auftretenden Verbindlichkeiten des Staates.

Mit Beginn der ersten insolventen Finanzinstitution begannen Spekulanten sofort auf den Verfall des Wechselkurses zu spekulieren. Denn sie rechneten mit einem Verfall der Wechselkurse, erstens durch das Aufbrauchen der Geldreserven, zweitens durch das Auslösen des „Show me the money constraints“ und drittens durch die Unterdeckung der ausstehenden Forderungen mit Steuereinnahmen. Diese Spekulation gegen die asiatischen Währungen verschlimmerte deren Situation noch weiter.
Ungewöhnlich an der Asienkrise war, dass die Probleme nicht national beschränkt waren, sondern regionale beziehungsweise globale Auswirkungen nach sich zogen.
Aus diesem Phänomen wurden die unterschiedlichsten Theorien abgeleitet, darunter auch die Vorstellung, dass Krisen in Ländern, die eigentlich „gesund“ sind und noch kurz vor der Krise von Analysten gelobt wurden, anstecken können. Dieser Effekt wurde in der englischsprachigen Literatur als Contagion oder als Contagion-Effekt bekannt.

### Kritik an den mathematischen Modellierungen
Paul Krugman kritisierte, dass die in Modellen der ersten Generation dargestellten Finanzintermediäre keinen sinnvollen Zweck erfüllten. Zwar sei die Annahme unter Moral-Hazard-Gesichtspunkten richtig, vernachlässige aber einen wichtigen Aspekt von Finanzmarktkrisen: Finanzmarktkrisen hätten gerade deshalb so schwere Auswirkungen auf das Wirtschaftswachstum, da insbesondere die Finanzintermediäre betroffen seien.
Paul Krugman kritisiert weiter, dass es falsch sei, die alleinige Schuld des overinvestment und der Überbewertung von Vermögenswerten auf die inländischen Finanzintermediäre zu schieben. Er begründet dies damit, dass auch Privatpersonen und ausländische institutionelle Investoren in asiatische Aktien und Immobilien vor und während der Asienkrise investierten. Das deute darauf hin, dass insbesondere „Herding“ eine entscheidende Rolle gespielt haben könne.
Lukas Menkhoff kritisiert in Bezug auf die Modelle der dritten Generation „Das Unbefriedigende an der Vielzahl plausibel klingender Erklärungsansätze ist, dass sie sich nicht zu einem harmonischen Ganzen zusammenfügen. Es ist nicht klar, inwieweit die Erklärungen miteinander konkurrieren und in welcher Gewichtung sie eine Rolle spielen.“

## Präventivmaßnahmen
Spekulative Attacken können verschiedene Formen annehmen, wobei eine Finanzmarktkrise eine Währungskrise bedingen kann. Unter gewissen Umständen kann, wie im Modell von Corsetti gezeigt, das „Moral-Hazard“-Problem zu zusätzlichen staatlichen Verbindlichkeiten durch die Insolvenz von heimischen Kreditinstituten führen, welche im Gegenzug die Möglichkeiten zu einer Politik fester Wechselkurse einschränken.
Eine genaue und strikte Finanzmarktaufsicht zur Absicherung gegen eine unzureichende Bewertung des Risikos der ausstehenden Forderungen heimischer Finanzinstitutionen ist als wichtigstes Instrument zur Krisenprophylaxe zu sehen.
In Europa wird dem, da ohne Steuerung der Kapitalströme spekulative Angriffe nicht kontrollierbar und auch nicht nur auf Entwicklungsländer reduziert sind, durch eine Kreditausfallrisikobewertung Rechnung getragen, die durch die Basel-II-Vorschriften europaweit eingeführt wird.
Dadurch werden eventuelle Insolvenzen und Missmanagement der Kreditinstitute und Unternehmen, die exzessive Kredite ins Ausland vergeben beziehungsweise Kredit in Fremdwährung aufnehmen, frühzeitig erkennbar und der Staat beziehungsweise die Zentralbank kann Verbindlichkeiten, die nicht in der Leistungsbilanz aufscheinen, frühzeitig mit einplanen. Ein frühzeitiges Einschätzen der staatlichen eventuell auftretenden Verbindlichkeiten würde in Folge das Ausmaß von „overinvestments“ reduzieren. Gleichzeitig, würde auf einem neuen Effizienzlevel für Investitionen, das reale Einkommen des restlichen Landes fallen, einerseits aufgrund niedrigerer Reallöhne und andererseits aufgrund eines höheren Steuersatzes. Während der Subprime-Krise 2007 wiesen Kritiker darauf hin, dass die Basel-II Vorschriften nicht ausreichen würden. Die Mindesteigenkapitalanforderungen für Kreditrisiken seien zu gering.
Paulo Corsetti hingegen sieht als die einfachste Methode präventiver staatlicher Maßnahmen eine Kapitalflusssteuerung durch eine Besteuerung von Kreditabschlüssen beziehungsweise von Aufnahmen in Fremdwährung. Das hierbei auftretende Problem wäre, dass gerade Entwicklungsländer auf ausländische Direktinvestitionen angewiesen sind. Deren Kreditgeber versuchten, sich gegen die in Entwicklungsländern hohe Wechselkursvolatilität abzusichern, indem sie Kredite nicht in lokaler Währung, sondern auf US-Dollar- oder Yen-Basis abschlössen. Dennoch wäre aus theoretischer Überlegung bei der Implementierung einer Steuerung von Kapitalflüssen der Steuersatz so zu wählen, dass ein ausbalanciertes Verhältnis zwischen Nichtabschluss und Abschluss der Kredite in ausländischer Währung möglich ist.

## Kulturalistische Erklärungen der Asienkrise, ihre Effekte und ihre Kritik
Neben den ökonomischen Erklärungsmodellen wurden in den Sozialwissenschaften kulturelle Ursachen der Asienkrise diskutiert.
In den 1990er Jahren formulierten amerikanische Soziologen der Harvard-Universität die These, dass die kulturellen Werte einer Gesellschaft maßgeblichen Einfluss auf die wirtschaftliche Entwicklung derselben zeitigen können. Die Diskussion dieses Zusammenhangs war zwar schon in den 1950er und 1960er Jahren, im Kontext der Debatte um die Modernisierungstheorie, geführt worden. Autoren wie Samuel P. Huntington, Lawrence E. Harrison, Francis Fukuyama u. v. a. (re-)aktualisierten jedoch die Behauptung, dass kultureller Eigensinn sich gegen die allgegenwärtige Verwestlichung auflehnen, sich durchsetzen und trotzdem (oder: gerade deswegen) dem Aufstieg in der kapitalistischen Weltwirtschaft den Weg ebnen könne. Im Falle Ostasiens zeichneten demnach konfuzianische Werte für die institutionelle Ausprägung des Kapitalismus in der Region, für bestimmte Formen wirtschaftlichen Verhaltens von Individuen und für Differenzen in der weltwirtschaftlichen Entwicklung verantwortlich. Diese Argumentation wurde als Konfuzianismusthese paraphrasiert.
Die Konfuzianismusthese konnte einige mediale und politische Resonanz gewinnen. In der Wissenschaft konnte die Argumentation darüber hinaus an die religionssoziologische Debatte einer weltweiten Erneuerung der Religion (→ These der Entsäkularisierung) anknüpfen. Auch die Herausforderung seitens neoliberaler und neoklassischer Argumentationen, trug zu dem Ausbau der kulturalistischen Erklärungen bei.
Kritisch muss einerseits der explizite Rückbezug kulturalistischer Erklärungen auf Max Weber gesehen werden, da dieser den Rückschluss von Unterschieden moderner Kapitalismen auf die Religion – als dominanter kultureller Faktor der Erklärung – als „töricht-doktrinäre These“ verworfen hatte. Für moderne Formen des Kapitalismus ist dessen anethische Qualität (≈ jenseits aller Ethik), laut Weber, von konstitutiver Bedeutung. Auf der anderen Seite widersprechen sich die verschiedenen Erklärungen diametral, insofern die Gründe für die asiatische Finanzkrise entweder als „Säkularisierung“ (hier: Verwestlichung) konfuzianischer Werte im Zuge forcierter Globalisierung, oder umgekehrt in einem starken Nachwirken konfuzianischer Traditionen gesehen werden. Die Problematik besteht insbesondere darin, dass „der distinkte, dominante Charakter der Religion als bestimmende Kraft der individuellen Lebensführung […] für die Vertreter der […] Konfuzianismusthese selten hinreichend identifizierbar [ist]“.